# Diego Fajardo
Diego Fajardo Ocón (Santa Cruz de Tenerife, 11 marzo 1976) è un ex cestista spagnolo naturalizzato italiano per matrimonio dal 2008.

## Carriera
Ala-centro di 208 centimetri, noto in campo per le sue doti aggressive sotto le plance, Fajardo inizia la sua carriera di giocatore di pallacanestro con il Valladolid. Nella stagione 1997-98 arriva per la prima volta in Italia, approdando alla Viola Reggio Calabria.
Successivamente veste le maglie dell'Andrea Costa Imola e della Pallacanestro Biella. Nella stagione 2000-01 passa a Cantù, con la quale raggiunge la salvezza in un momento di forte crisi per i canturini.
Nella stagione 2001-02 si divide tra Verona ed il Caja San Fernando. Nel 2002-03 firma per Roseto, in quel momento squadra di buon livello con la quale disputa anche la ULEB Cup, mentre nella stagione 2003-04 ritorna alla Viola Reggio Calabria.
Nel 2004 approda per la prima volta all'Olimpia Milano, squadra che dopo diversi anni di crisi, riesce a tornare nell'élite del basket italiano. Con le scarpette rosse meneghine, Fajardo disputa due buone annate, sebbene non abbia partecipato alla finale scudetto del 2005 contro la Fortitudo Bologna che lo ha tenuto fermo nel finale di stagione.
Nella stagione 2006-07 Fajardo dapprima gioca con il Tau Vitoria, però poco dopo passa al Bruesa. Nel maggio 2007 viene di nuovo ingaggiato dall'Olimpia Milano in occasione del finale di stagione.
Nella stagione 2009-10 gioca nella Virtus Bologna.
Il 20 settembre 2010 viene ufficializzato il suo acquisto da parte della Pallacanestro Varese, con cui gioca due campionati.
Dopo una parentesi in Iran, nell'aprile 2013 viene ingaggiato dal Pistoia Basket 2000 in vista dei play-off di Legadue, poi vinti. Nel successivo settembre firma con il Canarias per sostituire il greco Fōtīs Lampropoulos, vittima di una rottura del legamento crociato anteriore del ginocchio sinistro.

## Palmarès
- Supercoppa spagnola: 1

Saski Baskonia: 2006